# Characodon
Characodon is een geslacht van straalvinnige vissen uit de familie van de levendbarende tandkarpers (Goodeidae).

## Soorten
- Characodon audax Smith & Miller, 1986
- Characodon garmani Jordan & Evermann, 1898
- Characodon lateralis Günther, 1866